# Dub u Vomáčků
Dub u Vomáčků byl památný strom u vsi Srní, jižně od Sušice. Dub letní (Quercus robur) rostl v nadmořské výšce 1000 m, obvod jeho kmene měřil 300 cm a jeho koruna sahala do výšky 25 m (měření 1991). Dub byl chráněn od května roku 1992 pro svůj vzrůst. Ochrana stromu byla zrušena Správou NP a CHKO Šumava v květnu 2008, protože strom byl již zcela odumřelý po napadení blíže neurčenými dřevokaznými houbami a představoval riziko ohrožení života a zdraví osob ve svém okolí.

## Stromy v okolí
- Lípy na Srní
- Kleny na Novém Sedle
- Javor klen u Nového Sedla I.
- Javor klen u Nového Sedla II.
- Smrk ztepilý